# Sphenostemonaceae
Sphenostemonaceae is een botanische naam, voor een familie van tweezaadlobbige planten. Een familie onder deze naam wordt vrij zelden erkend door systemen van plantentaxonomie, maar wel door het APG-systeem (1998) en APG II-systeem (2003). Het gaat dan om een kleine familie van nog geen dozijn soorten.
De APWebsite erkende de familie eerst wel [7 dec 2006], maar voegde deze planten later [12 augustus 2009] in bij de familie Paracryphiaceae.